# Операция ОДКБ в Казахстане
Официальные представители ОДКБ на момент проведения операции
Операция ОДКБ в Казахстане проводилась Россией и другими странами — участниками организации в январе 2022 года по запросу президента Казахстана Касым-Жомарта Токаева в связи с массовыми протестами, переросшими в Алматы в вооружённые столкновения протестующих с правительственными силами. Операция была заявлена как миротворческая миссия по охране наиболее важных государственных и стратегических объектов Казахстана и оказанию помощи казахстанской стороне в поддержании правопорядка.

## Правовая основа
Договор о коллективной безопасности был подписан Казахстаном 15 мая 1992 года, депонирован 20 апреля 1994 года.
В соответствии с статьёй 4 Договора:

Если одно из государств — участников подвергнется агрессии (вооружённому нападению, угрожающему безопасности, стабильности, территориальной целостности и суверенитету), то это будет рассматриваться государствами — участниками как агрессия (вооружённое нападение, угрожающее безопасности, стабильности, территориальной целостности и суверенитету) на все государства — участники настоящего Договора.

В случае совершения агрессии (вооружённого нападения, угрожающего безопасности, стабильности, территориальной целостности и суверенитету) на любое из государств — участников все остальные государства — участники по просьбе этого государства — участника незамедлительно предоставят ему необходимую помощь, включая военную, а также окажут поддержку находящимися в их распоряжении средствами в порядке осуществления права на коллективную оборону в соответствии со статьей 51 Устава ООН.

## История
Днём 5 января 2022 года пресс-секретарь президента России Дмитрий Песков заявлял, что Казахстан не обращался к России за помощью и что протесты являются внутренними проблемами Казахстана, которые он сможет решить самостоятельно.
Вечером того же дня президент Казахстана Касым-Жомарт Токаев обратился в ОДКБ с просьбой о поддержке, заявив о наличии «террористической угрозы». Он утверждал, что в Казахстане действуют «террористические банды, подготовленные за рубежом».
Ночью c 5 на 6 января 2022 года председатель совета коллективной безопасности ОДКБ, премьер-министр Армении Никол Пашинян объявил, что организация направляет в Казахстан «коллективные миротворческие силы».
По заявлению представителя российского МИДа Марии Захаровой, войска направлены в Казахстан на «ограниченный по времени период», а их цель — «стабилизация и нормализация» обстановки в стране, «возвращение её в правовое поле». Заявлено, что они будут охранять важнейшие военные и государственные объекты, содействуя правительственным силам Казахстана.

## Выделенные силы
Основой группировки ОДКБ стали подразделения и воинские части Воздушно-десантных войск России, которые, по сообщению пресс-секретаря российского МИДа Марии Захаровой, прибыли в Казахстан 7 января на самолётах военно-транспортной авиации ВКС. Также к операции присоединились военнослужащие Белоруссии, Армении, Кыргызстана и Таджикистана.
Генеральный секретарь ОДКБ Станислав Зась 6 января оценил численность контингента ОДКБ, который предполагается к 7 января разместить в Казахстане, в количестве около 2,5 тыс. человек, но отметил, что весь перечень частей и соединений, которые входят в Миротворческие силы ОДКБ, насчитывает порядка 3,6 тысяч человек. При возникновении такой необходимости группировка в Казахстане может быть усилена за их счёт.
10 января на внеочередной сессии Совета коллективной безопасности ОДКБ президент Казахстана К.-Ж. Токаев сообщил, что численность миротворческого контингента ОДКБ составила 2030 чел. и 250 единиц техники. Со своей стороны Генеральный секретарь ОДКБ Станислав Зась заявил, что сформированные Коллективные миротворческие силы ОДКБ имеют общую численность 2885 человека.

### Россия
Россия направила в Казахстан подразделения 45-й отдельной гвардейской бригады специального назначения, 98-й гвардейской воздушно-десантной дивизии и 31-й гвардейской десантно-штурмовой бригады. Одновременно сформирована группировка военно-транспортной авиации из более 70 самолётов Ил-76 и пяти Ан-124, которая начала круглосуточно перебрасывать подразделения российского контингента в Казахстан с аэродромов «Чкаловский» (Московская область), «Иваново-Северный» (Ивановская область) и «Ульяновск-Восточный» (Ульяновская область).

### Белоруссия
Белоруссия направила специализированную миротворческую роту из 103-й отдельной гвардейской воздушно-десантной бригады. На базе её сформирована батальонно-тактической группа, куда вошли дополнительные отряды, под руководством Сергея Красовского, который вместе с заместителем командующего силами специальных операций Сергеем Андреевым отправился в Казахстан. Общая численность контингента в различных источниках оценивается в 200—500 бойцов.

### Кыргызстан
6 января 2022 года парламент Кыргызстана не смог собрать кворум для проведения чрезвычайного заседания по вопросу отправки киргизских военных в Казахстан в рамках миссии ОДКБ, и этот вопрос был перенесён на 7 января; тем не менее, ещё до получения разрешения парламента на участие в миротворческих силах ОДКБ, подразделения 25-й бригады специального назначения «Скорпион» были переброшены к границе Казахстана. 7 января парламент Кыргызстана одобрил направление в Казахстан миротворческого контингента Кыргызстана в составе 150 военнослужащих, восьми единиц бронетехники и 11 автомобилей.
Киргизский контингент миротворческих сил ОДКБ прибыл на 999-ю российскую авиабазу (аэродром Кант), где была произведена погрузка на российские военно-транспортные самолёты, и вечером 7 января контингент прибыл в Казахстан.

### Армения
6 января правительство Армении разрешило подразделению ВС Армении, включённому в миротворческий контингент стран ОДКБ, участвовать в миротворческой деятельности в Казахстане в составе сил ОДКБ. В итоге Ереван отправил 100 своих военнослужащих в Казахстан.

### Таджикистан
6 января Министерство обороны Таджикистана заявило, что батальон мобильных войск Вооружённых сил Таджикистана в составе 200 человек готов к отправке в Казахстан, и 7 января обе палаты парламента одобрили отправку военнослужащих в рамках операции ОДКБ.
7 января российский военно-транспортный самолёт Ил-76 доставил контингент Вооружённых сил Таджикистана из таджикского аэропорта Гиссар в Казахстан.

## Действия
7 января первый заместитель руководителя администрации президента Казахстана Даурен Абаев заявил, что контингент ОДКБ, введённый в Казахстан, отвечает за охрану государственных объектов и не принимает участие в боевых операциях.
На официальном сайте Минобороны России сообщается, что основные задачи миротворческих сил — «охрана важных государственных и военных объектов и оказание содействия силам правопорядка Республики Казахстан в стабилизации обстановки и возвращения её в правовое поле».
Переброска в Казахстан миротворческих контингентов России, Белоруссии, Армении, Кыргызстана и Таджикистана производится самолётами ВКС МО РФ. Как аэродром базирования в Казахстане используется военный аэродром Жетыген (бывш. Николаевка), располагающийся в 50 км севернее Алма-Аты (этот аэродром ранее уже использовался ВКС МО РФ в ходе учений ОДКБ); также часть миротворцев была доставлена непосредственно в гражданский аэропорт города Алма-Аты в 15 км восточнее города. Белорусский военный контингент осуществляет задачу по охране военного аэродрома «Жетыген» и военного арсенала в городе Капшагае (20 км к северу от аэродрома, 60 км севернее Алма-Аты).
7 января официальный представитель Минобороны России генерал-майор Игорь Конашенков заявил, что российские войска совместно с правоохранительными органами Казахстана взяли под полный контроль аэропорт Алма-Аты, ранее захваченный протестующими. Кроме того, российские войска взяли под охрану генконсульство России в Алма-Ате и ряд других объектов.
Российские подразделения, переброшенные на аэродром Алма-Аты, совершили марши в составе механизированных колонн в районы выполнения задач, где приступили к охране жизненно важных объектов и объектов социальной инфраструктуры. Белорусский контингент был использован для охраны военного аэродрома «Жетыген» и военного арсенала в городе Капшагай, киргизский контингент осуществлял охрану ТЭЦ-2 города Алма-Аты, а таджикский контингент — охрану ТЭЦ-1. Контингент Армении осуществлял охрану хлебобараночного комбината «Аксай», который является главным поставщиком хлеба для города Алма-Аты.
9 января заместитель министра обороны Казахстана генерал-лейтенант Султан Камалетдинов заявил, что взятие под охрану наиболее важных объектов, осуществлённое миротворцами ОДКБ, позволило высвободить значительную часть сил правоохранительных органов и армии Казахстана, которые «переброшены на борьбу с террористами».
По состоянию на 9 января было завершено развёртывание миротворческого контингента ОДКБ. Миротворческие силы осуществляли задачи по охране важных военных, государственных и социально значимых объектов в городе Алма-Ата и прилегающих к нему районах.
Министерство обороны России 10 января сообщило, что российские миротворцы осуществляют охрану аэропорта города Алма-Аты, также российские миротворцы совместно с коллегами из Армении, Белоруссии, Кыргызстана и Таджикистана выполняют задачи по охране теплоэлектростанций, хлебокомбинатов, телецентров и предприятий водоснабжения.
10 января на внеочередной сессии Совета коллективной безопасности ОДКБ президент Казахстана К.-Ж. Токаев сообщил, что силы миротворческого контингента ОДКБ используются в Алма-Ате и Алматинской области. Также он заявил, что расчёт террористов был на то, чтобы своими действиями оттянув силы правопорядка на юг страны, затем нанести удар по столице Казахстана. Боевики накапливались вокруг резиденции президента Казахстана Акорда Нур-Султане. Прибытие в столицу трёх военно-транспортных самолётов с миротворческими силами ОДКБ заставило боевиков отказаться от планов захвата президентской резиденции. Высвободившиеся в Нур-Султане казахстанские силовики были переброшены в Алма-Ату, что и переломило ситуацию в городе.
Командный пункт Коллективных миротворческих сил ОДКБ в Казахстане был развёрнут на базе Военного института сухопутных войск в Алма-Ате.
11 января президент Казахстана Касым-Жомарт Токаев заявил, что основная миссия миротворческих сил ОДКБ успешно завершена, а поэтому «через два дня» начнётся процесс поэтапного вывода Объединённого миротворческого контингента ОДКБ с территории Казахстана, процесс вывода войск должен занять не больше 10 дней. Министр обороны России Сергей Шойгу заявил, что «выполнение задач Коллективными миротворческими силами будет осуществляться до полной стабилизации обстановки в Республике Казахстан».

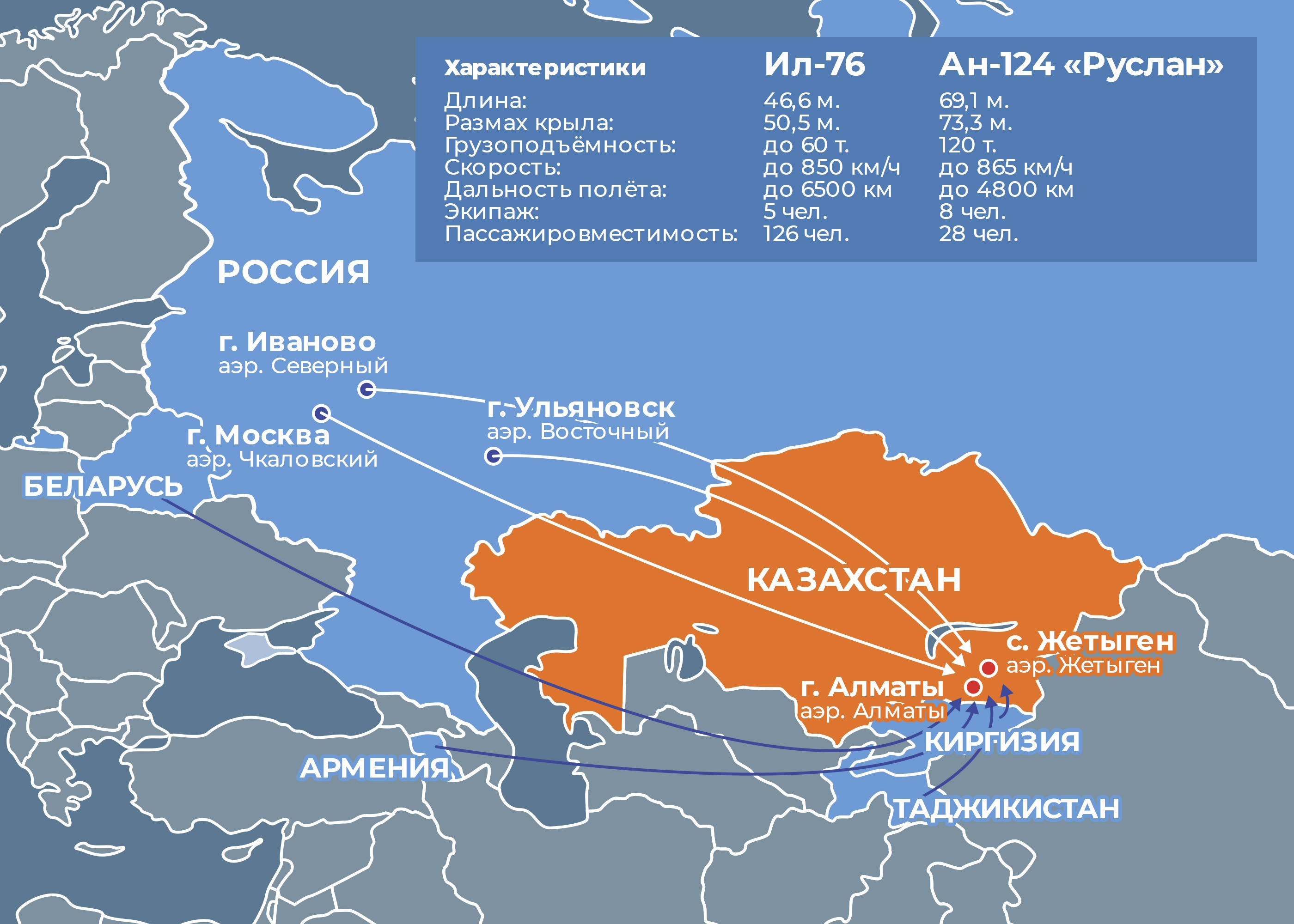
Отправка самолётами военно-транспортной авиации ВКС России КМС ОДКБ в Казахстан; также 3 самолёта с миротворцами были направлены в город Нур-Султан (на карте не показан).
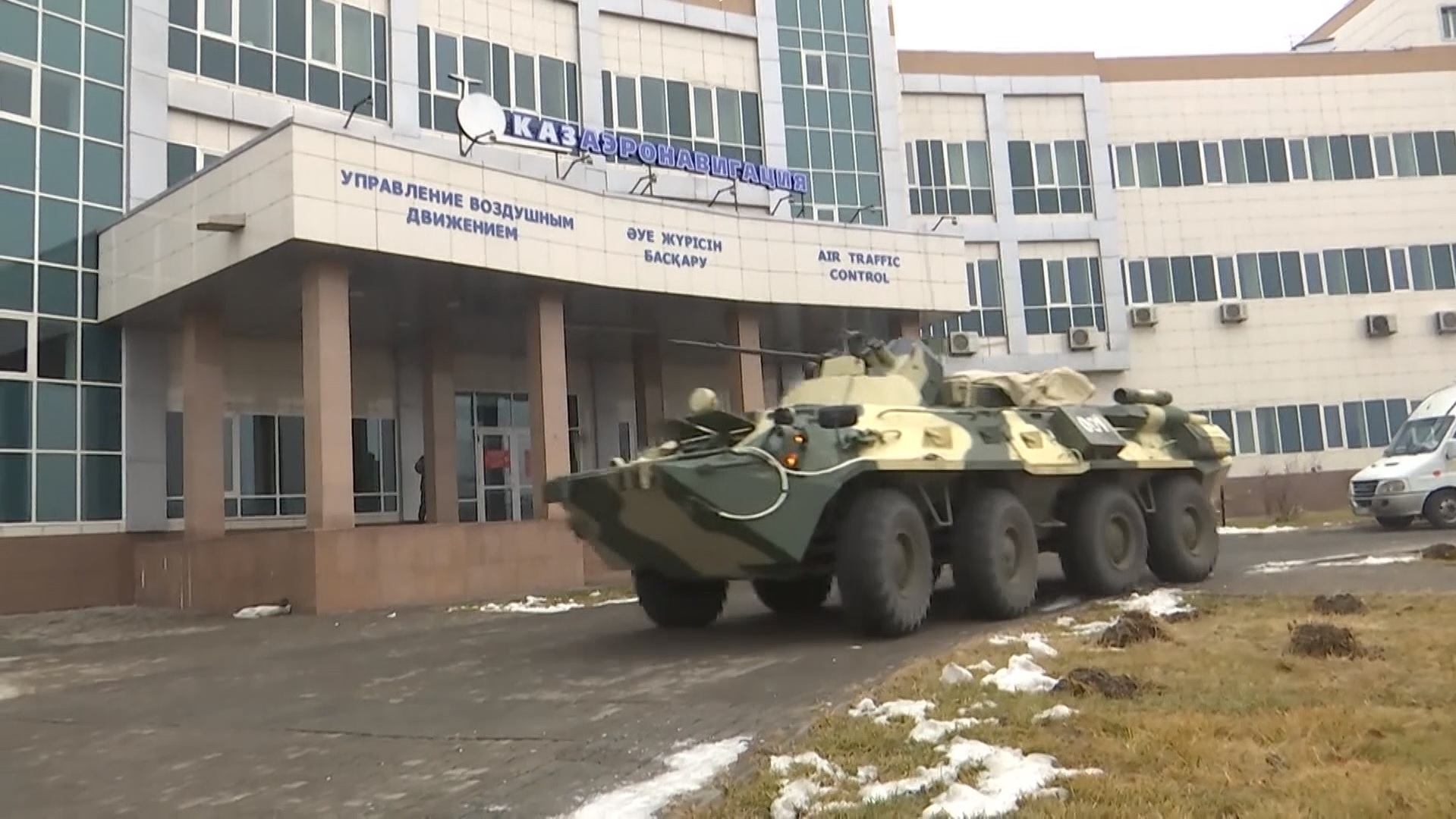
БТР-82А российского контингента КМС ОДКБ в Казахстане в ходе патрулирования международного аэропорта Алма-Аты (Казахстан) 10 января 2022 г.
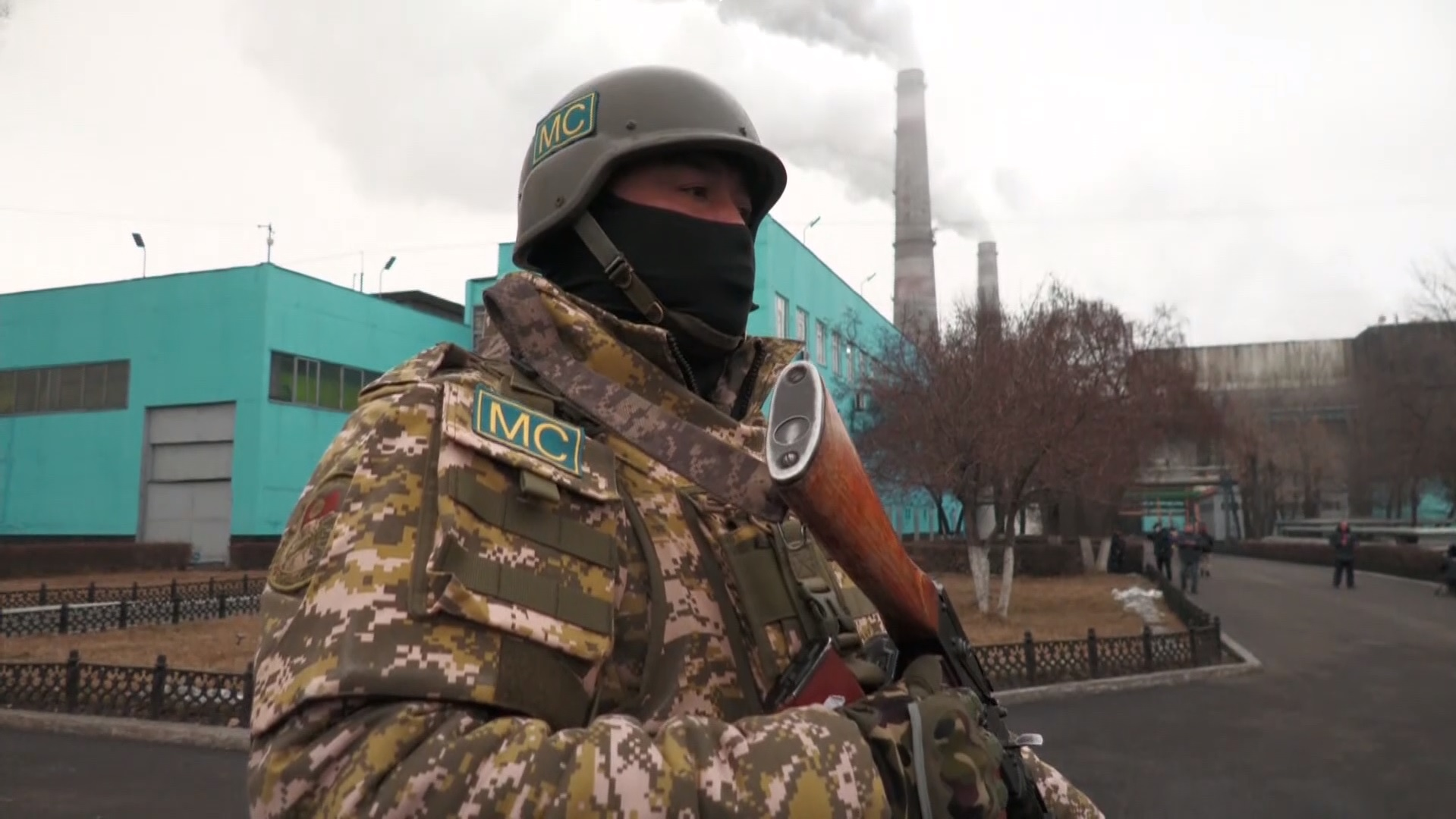
Военнослужащий Кыргызстана в составе Коллективных миротворческих сил ОДКБ на охране ТЭЦ-2 в Алма-Ате (Казахстан)
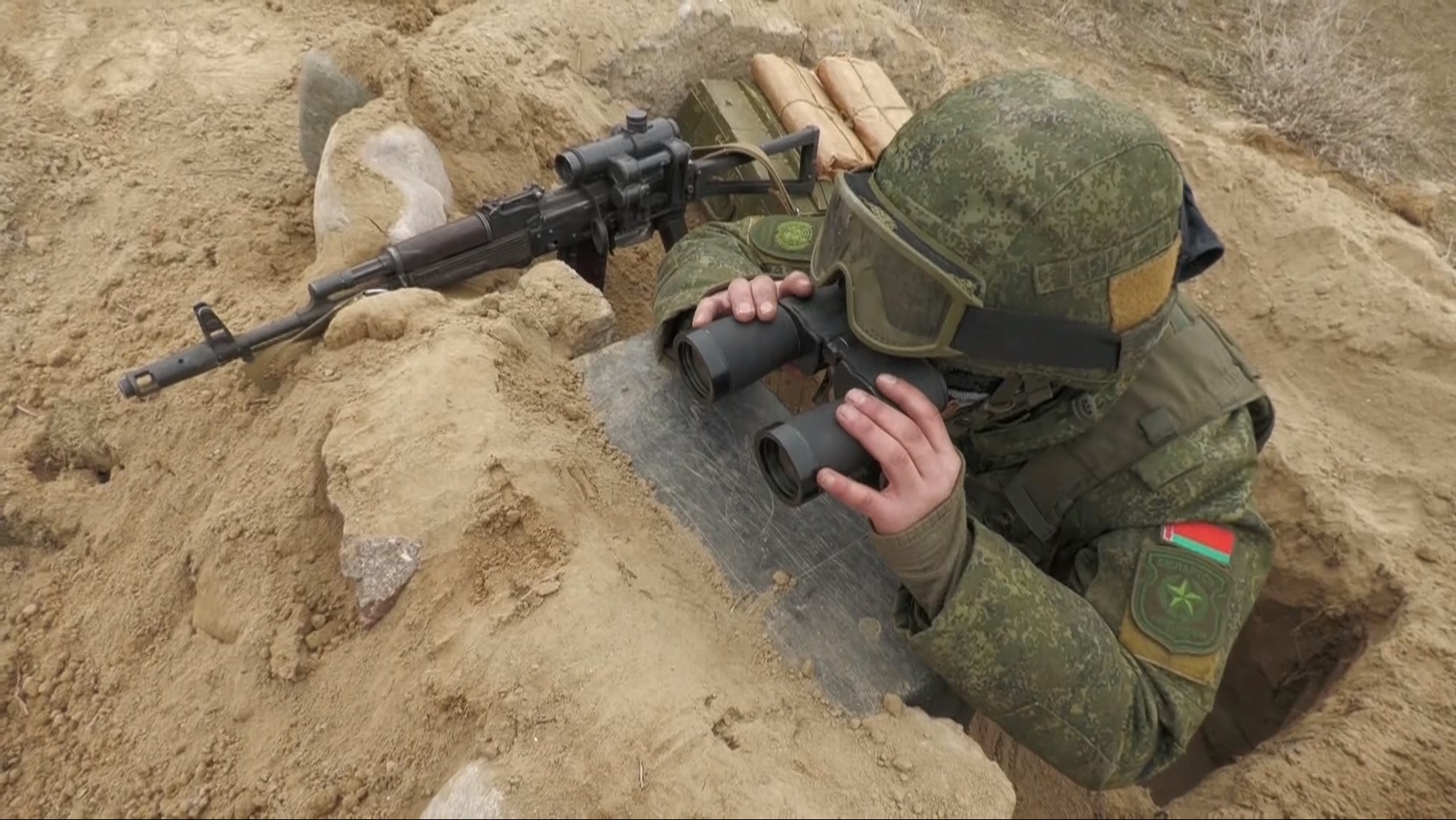
Белорусский военнослужащий в составе Коллективных миротворческих сил ОДКБ в Казахстане
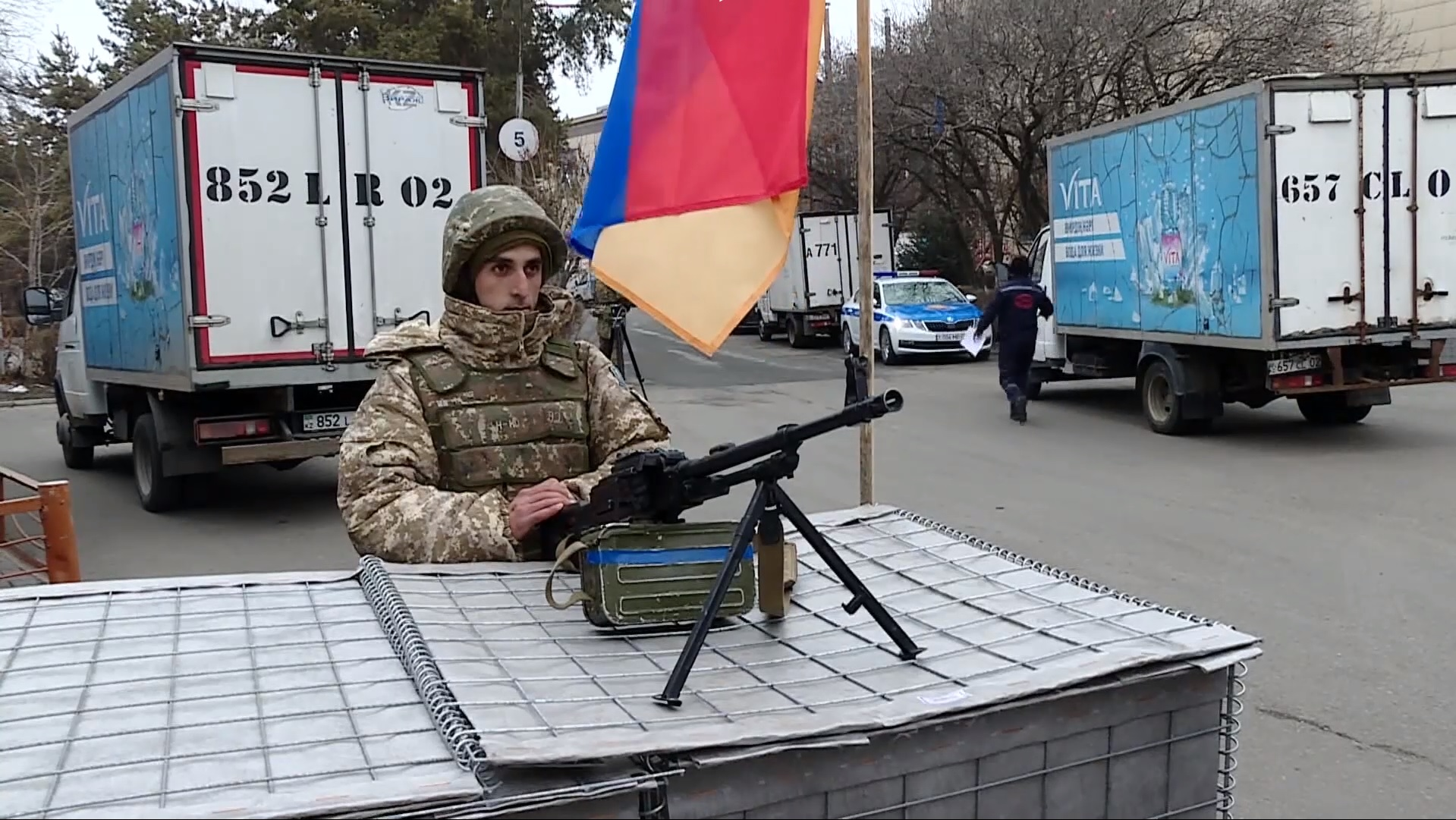
Военнослужащий Армении в составе Коллективных миротворческих сил ОДКБ на охране ТОО «Хлебобараночный комбинат „Аксай“» в городе Алма-Ате (Казахстан)
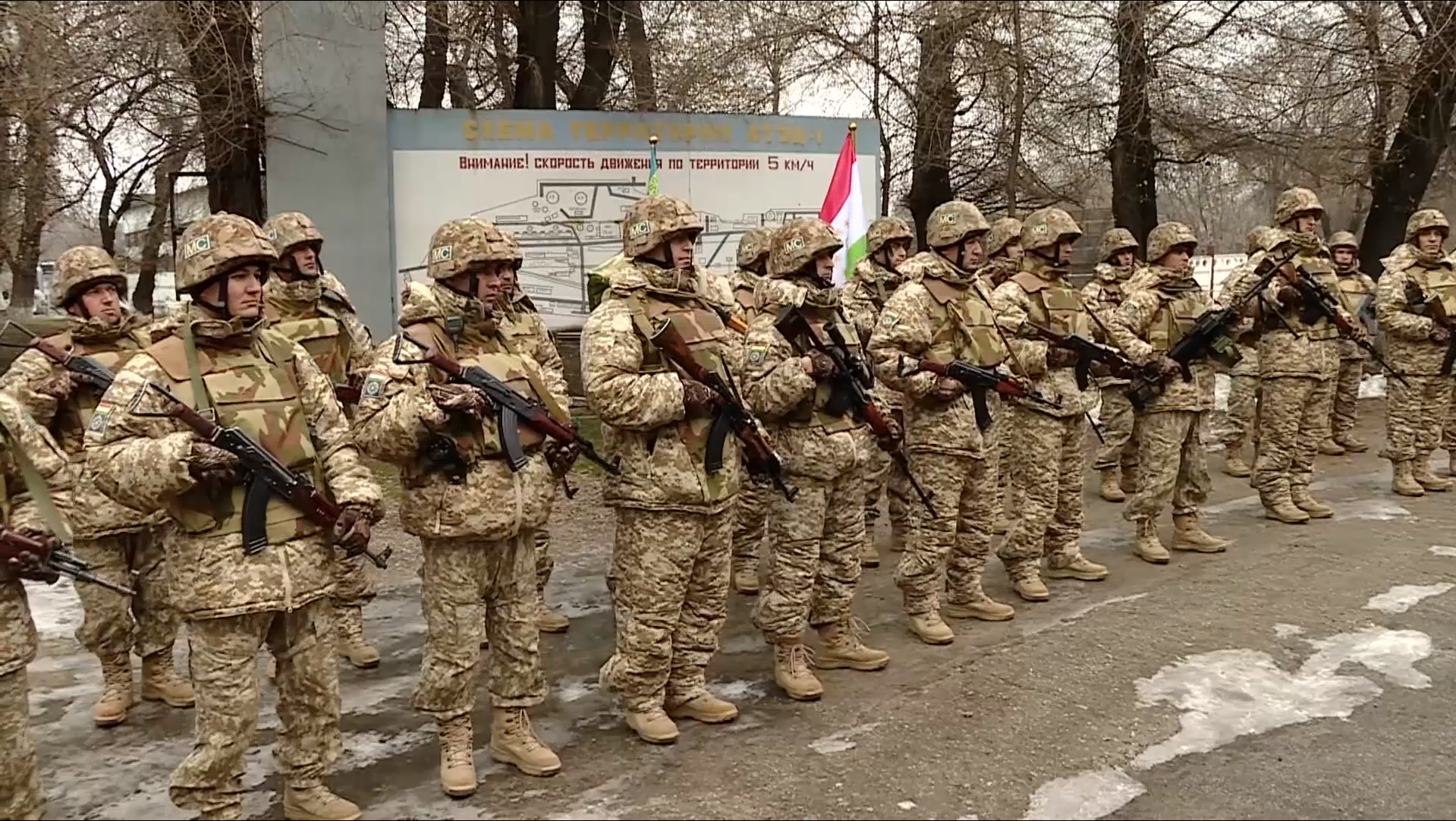
Военнослужащие Таджикистана в составе Коллективных миротворческих сил ОДКБ на охране ТЭЦ-1 в городе Алма-Ате (Казахстан)
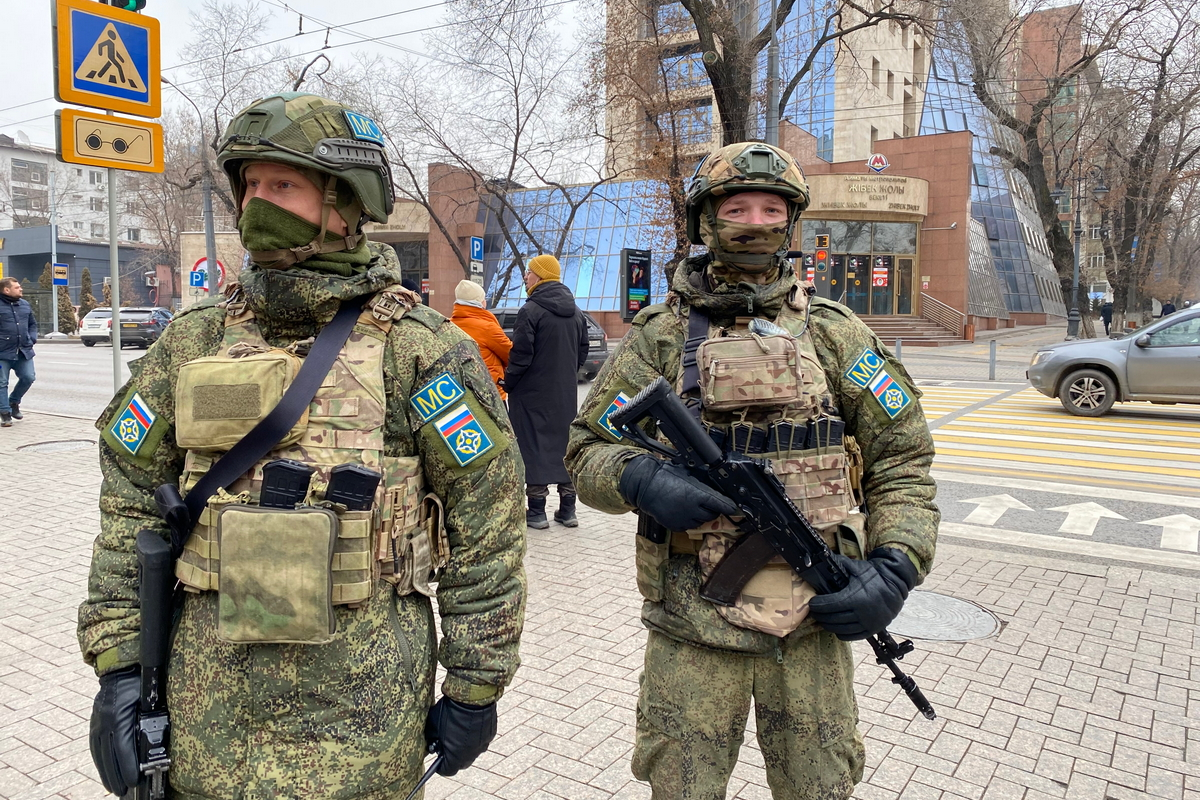
Два военнослужащих России в составе Коллективных миротворческих сил ОДКБ на фоне входа на станцию «Жибек Жолы»

## Вывод Коллективных миротворческих сил ОДКБ из Казахстана

### Обращение президента Казахстана Токаева
Секретариат ОДКБ сообщил, что 12 января 2022 года армянская сторона сообщила о том, что в адрес премьер-министра Армении Никола Пашиняна, как председателя Совета коллективной безопасности ОДКБ, поступило обращение президента Казахстана К.-Ж. Токаева с просьбой дать поручение о завершении миротворческой миссии ОДКБ в Казахстане с 13 января 2022 года. В связи с этим Секретариат ОДКБ подготовил проект решения Совета коллективной безопасности ОДКБ и разослал его на утверждение главами государств-членов ОДКБ. Конкретный порядок осуществления вывода Коллективных миротворческих сил ОДКБ необходимо выработать и утвердить Советом министров обороны ОДКБ, в связи с чем внеочередное заседание этого совета в режиме видеоконференцсвязи будет проведено 13 января 2022 года. 12 января были начаты мероприятия по передаче казахстанским силовикам объектов, находившихся под охраной миротворцев. На 13 января были намечены торжественные мероприятия, которые посвящены завершению миротворческой миссии ОДКБ и началу поэтапного вывода контингента ОДКБ из Казахстана. Главами государств-членов ОДКБ поставили задачу завершить вывод контингента миротворцев ОДКБ из Казахстана до 23 января.

### Церемония завершения миротворческой операции ОДКБ в Казахстане
13 января 2022 года в городе Алма-Ате, на территории Военного института сухопутных войск Казахстана, где был развёрнут командный пункт (штаб) Коллективных миротворческих сил ОДКБ в Казахстане, состоялась церемония завершения миротворческой операции ОДКБ в Казахстане. Контингенты Коллективных миротворческих сил ОДКБ, а также подразделение Вооружённых сил Казахстана прошли торжественным маршем. Перед участниками операции выступил генеральный секретарь Организации Договора о коллективной безопасности Станислав Зась.

### Начало вывода Коллективных миротворческих сил ОДКБ
13 января 2022 года началась передача охраняемых миротворцами социально значимых объектов правоохранительным органам Казахстана. Подразделения Коллективных миротворческих сил ОДКБ в Республике Казахстан, выполнившие поставленные задачи, приступили к подготовке техники и материальных средств для загрузки в самолёты военно-транспортной авиации ВКС МО РФ и возвращению в пункты постоянной дислокации. В тот же день первые российские подразделения вылетели из аэропорта Алма-Аты и прибыли на аэродром назначения Иваново-Северный.
По заявлению министра обороны С. К. Шойгу 14 января военно-транспортной авиацией ВКС МО РФ все миротворцы Белоруссии, Армении и Таджикистана будут возвращены в свои страны, в тот же день киргизские миротворцы, по причине территориальной близости к Алма-Ате, своим ходом вернутся в Кыргызстан. Вывод российского контингента завершён 19 января 2022 года.

### Вывод миротворческих контингентов Белоруссии, Армении, Таджикистана и Кыргызстана
14 января 2022 года были выведены в места постоянной дислокации:
- Десять самолётов Ил-76 ВКС России с личным составом и техникой миротворческого контингента ОДКБ Белоруссии вылетели с военного аэродрома «Жетыген» в Минскую область[55].
- Тремя самолётами Ил-76 ВКС России личный состав и техника подразделения Армении из коллективных миротворческих сил ОДКБ были доставлены из международного аэропорта города Алма-Аты в Армению в пункты постоянной дислокации[56].
- Одним самолётом Ил-76 ВКС России личный состав и технику подразделения Таджикистана из коллективных миротворческих сил ОДКБ были доставлены в Таджикистан в пункты постоянной дислокации[57].
- Подразделение вооружённых сил Кыргызстана из состава коллективных миротворческих сил ОДКБ, совершив марш на штатной технике, прибыло в Кыргызстан в пункты постоянной дислокации.[58].

## Общественная реакция

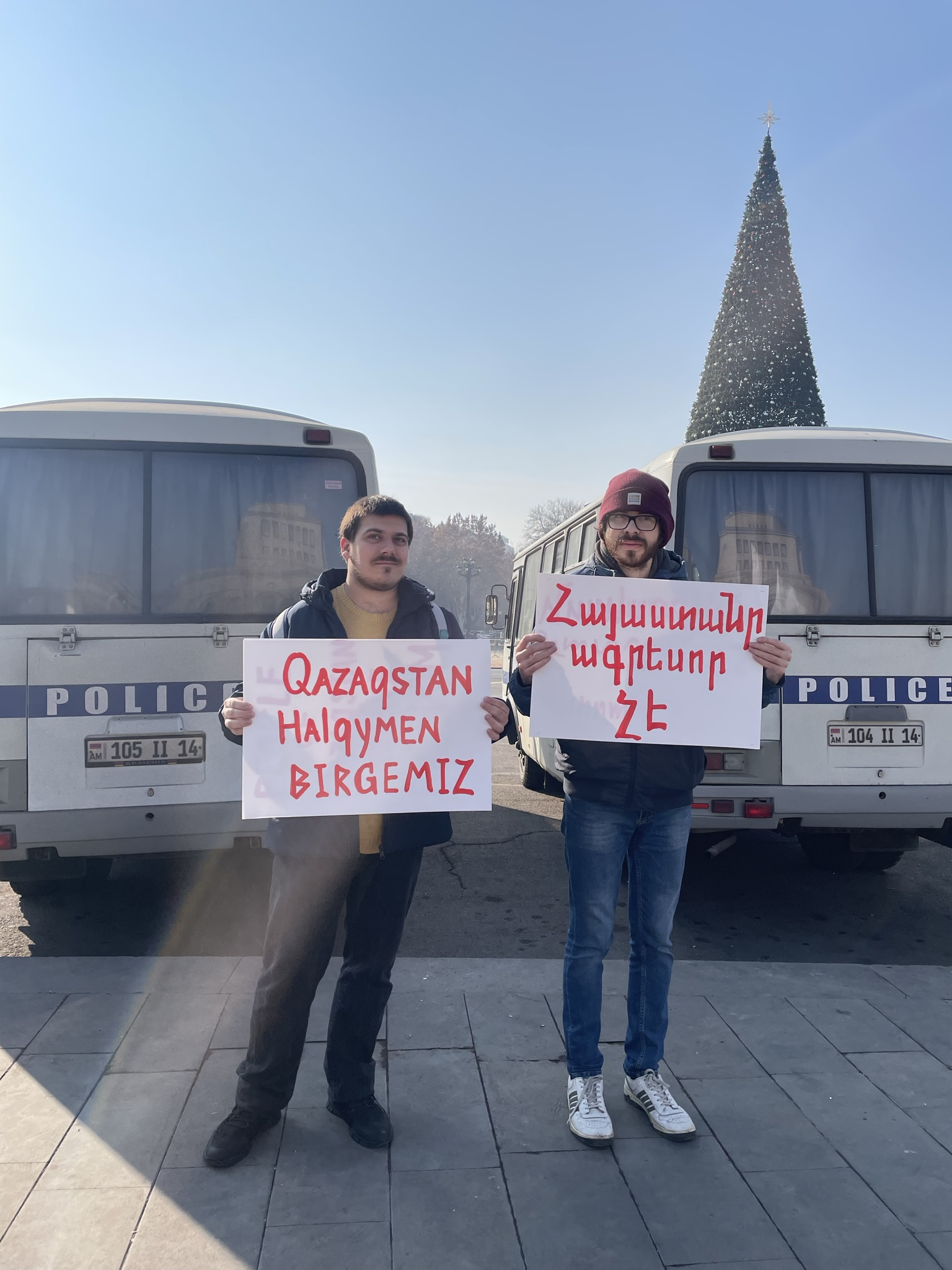
Пикет в Ереване против ввода ВС Армении в Казахстан. Текст плаката на казахском: «Мы с народом Казахстана», на армянском: «Армения не агрессор».

Россия — «Конгресс интеллигенции» опубликовал коллективное письмо против «силового вмешательства России в события в Казахстане», заявив, что они против того, чтобы «сограждане погибали и убивали ради спасения дискредитировавших себя правителей». В обращении сказано, что «участие российских силовиков в подавлении протестов неизбежно ухудшит положение русскоязычных граждан Казахстана, которые станут ответственными за империалистическую политику российского руководства». Письмо подписали ряд российских публичных деятелей, такие как правозащитники Лев Пономарев и Светлана Ганнушкина, журналист Владимир Познер, заместитель председателя партии «Яблоко» Борис Вишневский, политик Леонид Гозман, бывший министр экономики России Андрей Нечаев, писатели Дмитрий Быков и Людмила Улицкая.
 Кыргызстан — 6 и 7 января в Бишкеке прошли акции протеста против ввода войск в Казахстан. Протесты происходили перед заседанием в парламенте Кыргызстана, на котором предстояло одобрить указ президента Кыргызстана об отправке войск. Протестующие призывали депутатов голосовать против, а также требовали проведения заседания парламента в открытом режиме. Гражданские активисты протестовали с лозунгами «Кыргыз в казаха стрелять не будет», «Кыргыз казаху — брат» и «ОДКБ — это Россия!». Депутат парламента Кыргызстана от партии «Ата-Мекен» (фракция Альянс) Чингиз Айдарбеков отметил, что «внешней угрозы [для Казахстана] нет, а протесты начались из-за экономических проблем».
 Армения — решение отправить армянских военнослужащих в Казахстан вызвало в Армении критику со стороны части гражданского общества и оппозиции.